# Wolfgang Pirklhuber

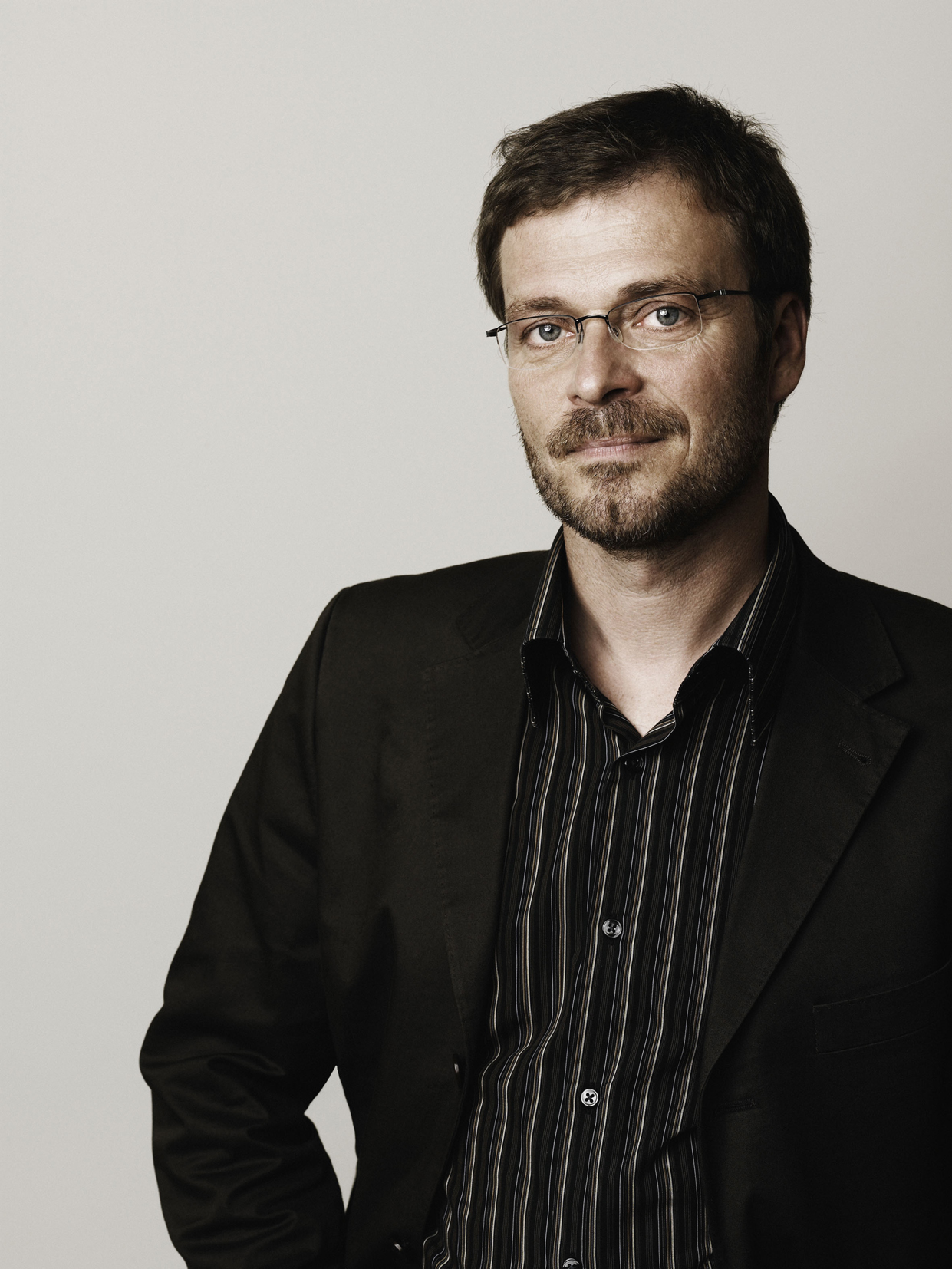
Wolfgang Pirklhuber (2006)

Wolfgang Pirklhuber (* 25. April 1961 in Linz) ist ein österreichischer Agrarökologe. Er war von 1999 bis 2017 Abgeordneter zum Nationalrat der österreichischen Grünen. Pirklhuber war zudem Sprecher für Landwirtschaft und Lebensmittelsicherheit.

## Ausbildung und beruflicher Werdegang
Wolfgang Pirklhuber besuchte zwischen 1967 und 1971 die Volksschule in Ebelsberg und danach ein Bundesrealgymnasium in Linz, das er 1979 mit der Matura abschloss. 1981 begann er sein Studium der Landwirtschaft an der Universität für Bodenkultur Wien, das er 1988 mit dem Titel Dipl.-Ing. beendete. Sein Studium der Philosophie und Germanistik an der Universität Wien schloss Pirklhuber 2003 mit dem Titel Dr. phil. ab.
Nach seinem Studium begann Pirklhuber seine berufliche Laufbahn 1988 im Projektmanagement und in der Kursleitung der Ökowirt-Ausbildung für die Landwirtschaftskammer Oberösterreich. 1990 wechselte er bis 1999 als Agrarökologe und Geschäftsführer in einen Bioverband und war zudem als Biobauer tätig. Seit 1998 ist Pirklhuber zudem Kontrollstellenleiter einer Zertifizierungsstelle für biologische Landwirtschaft.

## Politische Laufbahn
Erste politische Erfahrungen sammelte Pirklhuber zwischen 1983 und 1987 als Kulturreferent der ÖH an der Universität für Bodenkultur. 1993 bis 1994 erstellte er ein Konzept für das Landwirtschaftsprogramm der Grünen. Ab 1996 arbeitete Pirklhuber bei den Grünen Bäuerinnen und Bauern in Oberösterreich mit und sitzt seit 1998 im erweiterten Landesvorstand der Grünen OÖ. Ab 1999 war Pirklhuber im Nationalrat vertreten, wobei er sein Mandat über den Wahlkreis 4 (Oberösterreich) erhielt.

## Auszeichnungen
- 2009: Großes Goldenes Ehrenzeichen für Verdienste um die Republik Österreich[1]